# Rob
Rob (2012) – amerykański serial komediowy stworzony przez Roba Schneidera i Lew Mortona oraz wyprodukowany przez CBS Television Studios, From Out of Nowhere Productions i The Tannenbaum Company.
Premiera serialu miała miejsce w Stanach Zjednoczonych 12 stycznia 2012 na amerykańskim kanale CBS. Ostatni ósmy odcinek serialu wyemitowano 1 marca 2012
Dwa miesiące później po zakończeniu emisji serialu, dnia 13 maja 2012 zostało ogłoszone, że serial Rob został oficjalnie anulowany przez stację CBS po pierwszym sezonie.

## Opis fabuły
Serial opisuje historię Roba (Rob Schneider), byłego kawalera oraz architekta krajobrazu, który przez ślub dołącza do olbrzymiej rodziny meksykańsko-amerykańskiej. Główny bohater codziennie przeżywa niesamowite i zabawne perypetie.

## Obsada
- Rob Schneider – Rob
- Claudia Bassols – Maggie
- Cheech Marin – Fernando
- Diana Maria Riva – Rosa
- Eugenio Derbez – Hector
- Lupe Ontiveros – Abuelita

## Odcinki
| № | Nr | Tytuł              | Reżyseria       | Scenariusz                  | Premiera (CBS)   |
| - | -- | ------------------ | --------------- | --------------------------- | ---------------- |
| 1 | 1  | Pilot              | James Widdoes   | Lew Morton i Rob Schneider  | 12 stycznia 2012 |
| 2 | 2  | Second Wedding     | Andrew Weyman   | Phoef Sutton                | 19 stycznia 2012 |
| 3 | 3  | The Pillow         | James Widdoes   | Chris Kelly                 | 26 stycznia 2012 |
| 4 | 4  | Family Secrets     | Mark Cendrowski | Michael Glouberman          | 2 lutego 2012    |
| 5 | 5  | Rob Learns Spanish | John Whitesell  | Danny Jacobson i Norma Vela | 9 lutego 2012    |
| 6 | 6  | The Baby Bug       | Andrew Weyman   | Danny Jacobson i Norma Vela | 16 lutego 2012   |
| 7 | 7  | Romantic Weekend   | Andrew Weyman   | Joe Furey                   | 23 lutego 2012   |
| 8 | 8  | Dad Comes to Visit | Andrew Weyman   | Laura Valdivia              | 1 marca 2012     |